# Pedicularis nyingchiensis
Pedicularis nyingchiensis là loài thực vật có hoa thuộc họ Cỏ chổi. Loài này được H.P. Yang & Tateishi mô tả khoa học đầu tiên năm 1993.